# Liste von Kanuvereinen in Bayern
In Bayern gibt es etwa 120 Kanuvereine mit rund 12.000 Mitgliedern. Der Großteil von diesen ist Mitglied im Bayerischen Kanu-Verband. Dieser wiederum ist Mitglied im Deutschen Kanu-Verband.

## Bezeichnungen
Der Name eines Kanusportvereins setzt sich zumeist aus einer Abkürzung (z. B. KC) und dem Ortsnamen bzw. dem Namen des Stadtteils oder des Gewässers, an dem der Verein ansässig ist, zusammen.
Als Abkürzungen werden z. B. verwendet:
| KC oder KK | Kanuclub bzw. Kanuklub |
| KG         | Kanugemeinschaft       |
| KSC        | Kanusportclub          |
| KSG        | Kanusportgemeinschaft  |
| KSV        | Kanusportverein        |
| KV         | Kanuverein             |
| KVgg       | Kanuvereinigung        |
| PC         | Paddelclub             |
| VfK        | Verein für Kanusport   |
| FC         | Faltbootclub           |

Siehe auch: Liste von Sportvereinskürzeln
Manche Kanusportvereine geben auch Spezialisierungen in ihrem Vereinsnamen an, wie zum Beispiel die Spezialisierung als Kajak-Club oder als Wanderpaddler.
Der Deutsche Kanu-Verband verteilt zur Orientierung Kennziffern für die Vereinsaktivitäten:
- 1 Kanuwandern
- 2 Wildwasserpaddeln
- 3 Seekajakfahren
- 4 Canadierwandern
- 5 Kanurennsport
- 6 Kanuslalom
- 7 Wildwasserrennsport
- 8 Kanupolo
- 9 Kanusegeln
- 10 Kanumarathon
- 11 Kanu-Freestyle
- 12 Rafting
- 13 Kanumehrkampf
- 14 Drachenboot
- 15 Outrigger/Vaa

## Alphabetische Liste

### A
- - ATSV Erlangen,  Kanuabteilung
  - Augsburger Kajakverein e. V.
  - AWV Coburg

### B
- - Bamberger Faltboot-Club
  - Bayerische Einzelpaddler-Vereinigung
  - BSG Siemens Regensburg, Donaudrachen
  - BSG Siemens Regensburg, Kanuabteilung

### C
- - Chiemsee Outrigger Canoes (COC),  Altenmarkt
  - CMK Club Münchner Kajakfahrer

### D
- - Deutscher Alpenverein Kanuabteilung Freising
  - Deutscher Alpenverein Sektion Landsberg am Lech
  - Deutscher Alpenverein Sektion München, Faltbootabteilung
  - Deutscher Alpenverein Sektion Oberland, Kajakgruppe  (München)
  - Deutscher Alpenverein, Sektion Mittelfranken, Kanuabteilung
  - Deutscher Alpenverein, Sektion Nürnberg, Kanuabteilung
  - DJK Kanuabteilung Kleinwallstadt
  - DJK Kanuabteilung Schweinfurt
  - DJK-EC Windorf
  - DRCN Donau-Ruder-Club Neuburg
  - DTKC Deutscher Touring-Kajak-Club München

### E
- - ESV München, Kanuabteilung
  - ETSV 09 Kanuabteilung

### F
- - Faltbootclub Hof
  - Faltboot-Club Ingolstadt
  - Faltboot-Klub Landshut
  - Freie Turnerschaft Rosenheim,  Abteilung Kajak
  - Freier TuS Regensburg Kanuabt.
  - Freier Wassersportverein München

### G
- - Günzburger Kanu-Club e. V.

### K
- - Kajakabteilung  des TSV Eiselfing
  - Kajak-Gruppe Bayreuth
  - Kanu- & Outdoorsport Coburger Land
  - Kanu Club Graf Luckner  Cham[2]
  - Kanu Schwaben Augsburg
  - Kanu Weiden e.V.[3]
  - Kanu-Club Allgäu e. V.
  - Kanu-Club Donauwörth e. V.
  - Kanuclub Fürth
  - Kanu-Club Kelheim
  - Kanu-Club Neuhaus a. Inn
  - Kanu-Club Obernzell
  - Kanu-Club Regen
  - Kanu-Club Schwabach-Rednitthembach
  - Kanuclub Schwandorf[4]
  - Kanu-Club Städtedreieck Teublitz  Burglengenfeld e. V.[5]
  - Kanufreunde Amberg-Sulzbach e. V.
  - Kanu-Gemeinschaft München
  - Kanu-Regattaverein München -
  - Kanu-Rennsport-Vereinigung  Hof/Aschaffenburg
  - Kanu-Sportclub Ansbach e. V.
  - Kanu-Tour International Danubien
  - Kanu-Verein Nürnberg
  - KCK Kanu-Club Klingenberg
  - KCO Kanu-Club Oberland (Kochel am See)
  - KCW Kanu-Club Wertheim
  - KCW Kanu-Club Würzburg
  - KKR Kajak-Klub Rosenheim
  - KSC Kanu- und Ski-Club e. V. Gemünden
  - KSK Kanu Sport Klub Aschaffenburg

### L
- - Lindauer  Kanuclub e. V.

### M
- - MTV München von  1879

### N
- - Naturfreunde  Augsburg Sektion Westend  Kanuabteilung
  - Naturfreunde Bayreuth
  - NaturFreunde Deutschlands, OG  Erlangen, Kanuabteilung
  - NaturFreunde Deutschlands, OG München
  - NaturFreunde Deutschlands, Ortsgruppe Dinkelsbühl, Kanuabteilung
  - Naturfreunde Hof
  - NaturFreunde OG Haßfurt Bootsgruppe

### P
- - Paddel und  Segelclub Coburg
  - Paddelclub Nabburg[6]
  - PSV Paddelsportverein Langenprozelten

### R
- - Regensburger Kanu-Club e..V.
  - Regensburger Runderverein Kanuabteilung
  - Regensburger Turnerschaft Kanuabteilung
  - Regnitz Biber Erlangen
  - River Pirates e. V.
  - Rodeo Wildwasser Club Plattling
  - Ruderverein Lichtenfels

### S
- - Schleißheimer Paddelclub
  - Schwimmverein Bayreuth
  - Schwimmverein Hof
  - Schwimmverein von 1911 Coburg
  - Segel- und Tennisclub Rot-Weiß Ingolstadt, Abtl. Kanu (SUP)
  - Sportgemeinschaft Siemens Erlangen, Faltbootgruppe
  - Sportgemeinschaft Viktoria Nürnberg  Fürth 1883, Kanuabteilung
  - SSKC Ski-, Schwimm- und Kanuclub  Aschaffenburg[7]
  - Straubinger Kanu-Club
  - SV Wacker Burghausen

### T
- - TGM Kanu-Club Turngemeinde München
  - TGWH Turngemeinde Würzburg-Heidingsfeld
  - TSV 1846 Lohr Turn- und Sportverein Abteilung: Kanu Lohr
  - TSV 1861 Heldritt e.V
  - TSV Aichach Kanuabteilung
  - TSV Bad Reichenhall, Abtlg. Kanu
  - TSV Blaichach e. V. Kanuabteilung
  - TSV Kanu Partenkirchen
  - TSV Kanuabteilung Schongau
  - TSV München von 1860 e.V.,  Abteilung  Wassersport
  - TSV Plattling
  - TV 1860 Fürth, Kanuabteilung
  - TV Heilsbronn, Kanuabteilung
  - TV Landau a. d. Isar
  - TV Passau 1862
  - TV Riedenburg

### V
- - VfL Günzburg e. V. Kanuabteilung

### W
- - WSG Wassersportgemeinschaft Kleinheubach
  - WWC White Water Company Gemünden

## Systematische Liste

### Oberbayern
(Quelle: )
- - Bayerische  Einzelpaddler-Vereinigung
  - TSV Bad Reichenhall, Abtlg. Kanu
  - SV Wacker Burghausen
  - Chiemsee Outrigger Canoes (COC),  Altenmarkt
  - Kajakabteilung des TSV Eiselfing
  - DAV Kanuabteilung Freising
  - Faltboot-Club Ingolstadt
  - Segel- und Tennisclub Rot-Weiß  Ingolstadt, Abtl. Kanu (SUP)
  - KCO Kanu-Club Oberland (Kochel am See)
  - DAV Sektion Landsberg am Lech
  - CMK Club Münchner Kajakfahrer
  - DAV Sektion München, Faltbootabteilung
  - DAV Sektion Oberland, Kajakgruppe  (München)
  - DTKC Deutscher Touring-Kajak-Club  München
  - DTKC Deutscher Touring-Kajak-Club  München
  - ESV München, Kanuabteilung
  - Freier Wassersportverein München
  - TGM Kanu-Club Turngemeinde München
  - Kanu-Gemeinschaft München
  - Kanu-Regattaverein München -
  - MTV München von 1879
  - NaturFreunde Deutschlands, OG München
  - TSV München von 1860 e.V., Abteilung  Wassersport
  - DRCN Donau-Ruder-Club Neuburg
  - TSV Kanu Partenkirchen
  - Freie Turnerschaft Rosenheim,  Abteilung Kajak
  - KKR Kajak-Klub Rosenheim
  - Schleißheimer Paddelclub
  - TSV Kanuabteilung Schongau

### Niederbayern
(Quelle: )
- - DJK-EC Windorf
  - Kanu-Club Regen
  - TV Passau 1862
  - Kanu-Club Obernzell
  - Kanu-Club Kelheim
  - Kanu-Club Neuhaus a. Inn
  - Faltboot-Klub Landshut
  - Kanu-Tour International Danubien
  - TV Landau a. d. Isar
  - Straubinger Kanu-Club
  - Rodeo Wildwasser Club Plattling
  - ETSV 09 Kanuabteilung
  - TSV Plattling

### Oberpfalz
(Quelle: )
- - Kanufreunde Amberg-Sulzbach e. V.
  - Kanu-Club Städtedreieck Teublitz Burglengenfeld e. V.[11]
  - Kanu Club Graf Luckner Cham[12]
  - Paddelclub Nabburg[13]
  - Freier TuS Regensburg Kanuabt.
  - Regensburger Kanu-Club e..V.
  - Regensburger Runderverein Kanuabteilung
  - BSG Siemens Regensburg, Kanuabteilung
  - BSG Siemens Regensburg, Donaudrachen
  - Regensburger Turnerschaft Kanuabteilung
  - TV Riedenburg
  - Kanuclub Schwandorf[14]
  - Kanu Weiden e.V.[15]

### Schwaben
(Quelle: )
- - Kanu-Club Allgäu e. V.
  - TSV Aichach  Kanuabteilung
  - Augsburger Kajakverein e. V.
  - Naturfreunde Augsburg Sektion Westend  Kanuabteilung
  - Kanu Schwaben Augsburg
  - TSV Blaichach e. V. Kanuabteilung
  - River Pirates e. V.
  - Kanu-Club Donauwörth e. V.
  - Günzburger Kanu-Club e. V.
  - VfL Günzburg e. V. Kanuabteilung
  - Lindauer Kanuclub e. V.

### Oberfranken
(Quelle: )
- - Bamberger Faltboot-Club
  - Paddel und Segelclub Coburg
  - AWV Coburg
  - Kanu- & Outdoorsport Coburger Land
  - Schwimmverein von 1911 Coburg
  - Ruderverein Lichtenfels
  - Naturfreunde Hof
  - Faltbootclub Hof
  - Kanu-Rennsport-Vereinigung Hof/Aschaffenburg
  - Schwimmverein Hof
  - Naturfreunde Bayreuth
  - Schwimmverein Bayreuth
  - TSV 1861 Heldritt e.V
  - Kajak-Gruppe Bayreuth

### Mittelfranken
(Quelle: )
- - Kanu-Sportclub Ansbach e. V.
  - NaturFreunde Deutschlands, Ortsgruppe Dinkelsbühl, Kanuabteilung
  - ATSV Erlangen, Kanuabteilung
  - NaturFreunde Deutschlands, OG Erlangen, Kanuabteilung
  - Regnitz Biber Erlangen
  - Sportgemeinschaft Siemens Erlangen, Faltbootgruppe
  - Kanuclub Fürth
  - TV 1860 Fürth, Kanuabteilung
  - TV Heilsbronn, Kanuabteilung
  - Deutscher Alpenverein, Sektion Mittelfranken, Kanuabteilung
  - Deutscher Alpenverein, Sektion Nürnberg, Kanuabteilung
  - Kanu-Verein Nürnberg
  - Sportgemeinschaft Viktoria Nürnberg  Fürth 1883, Kanuabteilung
  - Kanu-Club Schwabach-Rednitthembach

### Unterfranken
(Quelle: )
- - KSK Kanu Sport Klub Aschaffenburg
  - SSKC Ski-, Schwimm- und Kanuclub Aschaffenburg[20]
  - KSC Kanu- und Ski-Club e. V. Gemünden
  - WWC White Water Company Gemünden
  - NaturFreunde OG Haßfurt Bootsgruppe
  - WSG Wassersportgemeinschaft Kleinheubach
  - DJK Kanuabteilung Kleinwallstadt
  - KCK Kanu-Club Klingenberg
  - PSV Paddelsportverein Langenprozelten
  - TSV 1846 Lohr Turn- und Sportverein Abteilung: Kanu Lohr
  - 1. SC Schweinfurt Schwimmclub Abteilung Kanu
  - DJK Kanuabteilung Schweinfurt
  - KCW Kanu-Club Würzburg
  - TGWH Turngemeinde Würzburg-Heidingsfeld
  - KCW Kanu-Club Wertheim